# Cudahy (Kalifornien)
Cudahy ist eine Stadt im Los Angeles County im US-Bundesstaat Kalifornien. Das U.S. Census Bureau hat bei der Volkszählung 2020 eine Einwohnerzahl von 22.811 auf einer Fläche von 2,9 km² ermittelt. Die Stadt befindet sich bei den geographischen Koordinaten 33,96° Nord, 118,18° West.
Cudahy wurde nach seinem Gründer, dem Unternehmer Michael Cudahy, benannt.